# وضحا وابن عجلان (مسلسل 1975)
غسان جبري.وضحا وابن عجلان، مسلسل أردني قديم أنتجه التلفزيون الأردني عام 1975 وكتبه د.أحمد عويدي العبادي وسيناريو وحوار خالد حمدي. كان من أوائل المسلسلات العربية التي تصور بالألوان، وأول المسلسلات البدوية.
يتناول المسلسل قصة حب من البادية الأردنية بين الشيخ الفارس والشاعر «ابن عجلان» والفارسة «وضحا». حظي المسلسل بنسبة مشاهدة كبيرة في العالم العربي. المسلسل من بطولة يوسف شعبان وسلوى سعيد ونبيل المشيني وعادل عفانة ومحمد العبادي ومحمود أبو غريب ووليد بركات بدور «أبو زاهد»، وقام باخراجه غسان جبري.